# Erik Börjesson (folkpartist)
Erik Ingemar Börjesson, född 14 oktober 1920 i Torekov, död 8 mars 2019 i Råå, var en svensk tjänsteman och politiker (folkpartist). 
Erik Börjesson, som var son till en sjöman, verkade som kamrer och direktör. Han var ledamot i Helsingborgs stadsfullmäktige (senare kommunfullmäktige) 1963-1967 samt 1977-1982, och hade också andra kommunala uppdrag.
Börjesson var riksdagsledamot för Fyrstadskretsen 1979-1982. I riksdagen var han bland annat suppleant i civilutskottet 1979-1982. Han var särskilt engagerad i miljöpolitik och kommunikationsfrågor.